# Der Herr der Ringe: Die Entscheidung
Der Herr der Ringe: Die Entscheidung (englischer Titel The Lord of the Rings: The Confrontation) ist ein strategisches Brettspiel des deutschen Spieleautors Reiner Knizia für zwei Personen. Das Spiel erschien 2002 international bei verschiedenen Verlagen, in Deutschland wurde es in der Serie Spiele für Zwei beim Verlag Kosmos Spiele veröffentlicht. Im Jahr 2003 erhielt es den International Gamers Award in der Kategorie für 2-Spieler-Strategiespiele.

## Thema und Ausstattung
Das Spiel baut auf dem Roman Der Herr der Ringe von J. R. R. Tolkien auf und thematisiert den Kampf zwischen den Gefährten Frodos und den Gefolgsleuten des dunklen Herrschers Sauron. Diese beiden Gruppen stehen sich auf dem Spielbrett, das die Welt Mittelerdes vom Auenland bis Mordor zeigt, gegenüber. Das Spielprinzip baut auf dem des Spiels Stratego auf, bei dem die verschiedenen Figuren für den Gegner nicht erkennbar sind und jeweils unterschiedliche Eigenschaften haben. Das Spielmaterial und auch die Spielziele sind asymmetrisch, unterscheiden sich also: Die helle Fraktion, die Gefährten, gewinnt das Spiel, wenn Frodo Mordor erreicht, und die dunkle Fraktion gewinnt, wenn sie entweder Frodo tötet oder das Auenland mit drei Figuren besetzt.
Das Spielmaterial besteht neben der Spieleanleitung aus:
- einem Spielplan in Form einer Karte von Mittelerde mit 16 Gebieten,
- jeweils 9 hellen und dunklen Mauersteinen mit den Porträts und Eigenschaften der Spielfiguren,
- jeweils 9 hellen und dunklen Handkarten (Zahlen- und Textkarten), und
- jeweils 2 hellen und dunklen Sonderkarten.

## Spielweise
Zur Spielvorbereitung wird das Spielfeld mit der Karte von Mittelerde so in der Tischmitte platziert, dass der Spieler der hellen Fraktion die Ecke mit dem Auenland und der Spieler mit der dunklen Fraktion die Ecke mit Mordor vor sich liegen hat. Beide Spieler bekommen jeweils ihren Satz an Mauersteinen und Karten, die Sonderkarten werden dabei nur in einer Spielvariante benötigt. Beide Spieler stellen nun jeweils vier ihrer Figuren in ihr Startfeld Auenland oder Mordor und verteilen die restlichen fünf Figuren auf den davorliegenden Landstrichen; dabei muss jeweils die geschlossene Mauerseite zum Gegner weisen, damit er die Figuren nicht zuordnen kann. Die vier Regionen im Gebirge bleiben frei. Dabei gibt es die folgenden Gebiete:
- Helle Seite: Auenland (mit Hobbingen), Arthedain, Cardolan, Rhudaur, Hulsten und Enedwaith
- Gebirge: Hoher Pass, Rothorntor, Moria und  Pforte von Rohan
- Dunkle Seite: Mordor (mit dem Schicksalsberg und Barad-dûr), Gondor, Dagorlad, Rohan, Fangorn und Düsterwald.

Durch Moria führen die Minen von Moria und verbinden Hulsten mit Fangorn und der Fluss Anduin verläuft entlang der Gebiete Düsterwald, Fangorn und Rohan.
Beginnend mit dem Spieler der dunklen Mächte kommen die beiden Spieler abwechselnd zum Zug. Sie ziehen pro Zug jeweils eine Spielfigur und wenn diese ein Feld mit gegnerischen Figuren betritt, kommt es dort zum Kampf. Der Zug erfolgt grundsätzlich in ein angrenzendes Feld, das vor dem aktuellen Feld liegt. Dies gilt nicht, wenn der Text der Spielfigur andere Möglichkeiten vorgibt, zudem darf der helle Spieler den Weg durch das Gebirge über die Minen von Moria von Hulsten nach Fangorn abkürzen sowie den Fluss Anduin nutzen, um mit seinen Figuren seitwärts vom Düsterwald nach Fangorn und von Fangorn nach Rohan zu ziehen. Im Gebirge darf zudem niemals seitwärts gezogen werden, auch nicht, wenn dies aufgrund einer Eigenschaft der Figuren oder eines Kartentextes möglich wäre. Auf den beiden Startfeldern Mordor und Auenland dürfen maximal vier Spielsteine einer Farbe stehen, in den davor liegenden fünf Gebieten zwei und in den Gebirgsfeldern nur eine.
Immer dann, wenn eine Figur auf ein Feld gezogen wird, auf dem sich eine oder mehrere gegnerische Figuren befinden, kommt es zum Kampf. Befinden sich auf dem Feld mehrere Gegner, bestimmt der Angreifer, welche Figur er zuerst angreifen möchte. Der Kampf beginnt damit, dass die beiden kämpfenden Spielsteine aufgedeckt und ihre Eigenschaften vorgelesen werden. Frodo und Pippin können sich bei Kampfbeginn rückwärts oder seitlich zurückziehen, alle anderen Figuren müssen den Kampf durchführen. Bei einigen Begegnungen kommt es zu einem sofortigen Sieg, nachdem der Kampf ohne zusätzlichen Karteneinsatz beendet worden ist. Wurde keine Figur direkt besiegt, wählen beide Spieler jeweils eine Handkarte aus und spielen sie gleichzeitig aus. Handelt es sich um Zahlenkarten, wird der jeweilige Wert zum Kampfwert der Spielfigur addiert und die Figur, die dann den höheren Kampfwert hat, gewinnt den Kampf. Spielt ein Spieler eine Textkarte, wird diese entsprechend ihrem Text behandelt. Im Ergebnis können eine oder beide Gegner verlieren, die Verlierer werden aus dem Spiel genommen.
Das Spiel endet, wenn ein Spieler die für seine Farbe notwendigen Siegbedingungen erfüllt: Die helle Fraktion, die Gefährten, gewinnt das Spiel, wenn Frodo Mordor erreicht, und die dunkle Fraktion gewinnt, wenn sie entweder Frodo tötet oder das Auenland mit drei Figuren besetzt.

## Entwicklung und Rezeption
Das Spiel Der Herr der Ringe: Die Entscheidung wurde von dem deutschen Spieleautor Reiner Knizia entwickelt und 2002 international veröffentlicht. In Deutschland erschien das Spiel bei Kosmos Spiele und in den Vereinigten Staaten bei Sophisticated Games und Fantasy Flight Games. Weitere Ausgaben gab es in den Niederlanden (999 Games), in Schweden (Alga), in Frankreich (Tilsit Éditions), in Italien (Nexus Editrice), in Polen (Galakta) und in Griechenland (Kaissa Chess & Games).
Knizia hatte bereits 2000 das kooperative Brettspiel Der Herr der Ringe ebenfalls bei Kosmos veröffentlicht. In der Kosmos-Serie Spiele für Zwei erschienen zudem neben Der Herr der Ringe: Die Entscheidung auch noch die beiden Titel Der Herr der Ringe: Die Suche (2001) und Der Herr der Ringe: Das Duell (2002), beide von Peter Neugebauer. Die Gestaltung der Spiele stammt von dem Illustrator John Howe, der auch die Bücher Der Herr der Ringe und Das Silmarillion illustrierte und später auch als Conceptual Artist an der Produktion der Herr-der-Ringe- und der Hobbit-Filmtrilogie von Peter Jackson mitarbeitete.
2003 erhielt The Lord of the Rings: The Confrontation den International Gamers Award in der Kategorie für 2-Spieler-Strategiespiele. 2005 erschien The Lord of the Rings: The Confrontation in einer Bearbeitung von Eric M. Lang und Christian T. Petersen als Deluxe Edition, die 2013 neben einer 2. englischsprachigen Auflage auch international neu aufgelegt wurde. Die deutsche Version dieses Spiels erschien beim Heidelberger Spieleverlag.

## Belege
1. 1 2 3 4 5 6 7  Spieleanleitung Der Herr der Ringe: Die Entscheidung, Kosmos Verlag 2002
2. ↑  Versionen von Der Herr der Ringe: Die Entscheidung in der Spieledatenbank BoardGameGeek (englisch); abgerufen am 1. April 2019.
3. ↑  Versionen von Der Herr der Ringe: Die Entscheidung (Deluxe) in der Spieledatenbank BoardGameGeek (englisch); abgerufen am 1. April 2019.